# Michelle Brogan
Michelle Brogan (8 de fevereiro de 1973) é uma ex-basquetebolista profissional australiana, medalhista olímpica.

## Carreira
Michelle Brogan integrou a Seleção Australiana de Basquetebol Feminino, em Sydney 2000, conquistando a medalha de prata.